# I Luh Ya Papi
I Luh Ya Papi ist ein Lied der amerikanischen Sängerin Jennifer Lopez, als Gastmusiker wirkt der Rapper French Montana mit. Der Song wurde von Jennifer Lopez, French Montana, Detail und Andre Proctor geschrieben. Die Produktion des Songs übernahmen Cory Rooney und Noel "Detail" Fisher.

## Hintergrund
Am 5. März 2014 feierte der Song beim Radiosender Power 106 Premiere, am gleichen Tag wurde der Song als Download zur Verfügung gestellt. Außerdem gab es einen Remix mit Big Sean. Am 21. April wurde ein weiterer Remix von DJ Kahled mit French Montana, Big Sean und Tyga veröffentlicht.

## Kritik
Der Song an sich wurde von Kritikern positiv aufgenommen, jedoch gab es Kritik für den Titel des Songs. Michael Gragg von The Guardian meinte, man bräuchte eine Operation, um den Song aus dem Kopf zu bekommen. Mike Wass vom Idolator meinte, man sollte Songs nicht nach ihren Titeln beurteilen, denn als er den Songtitel hörte, rollten sich seine Augen. Der Text sei an manchen Stellen zwar fragwürdig, der Song sei aber vollgepackt mit eingängigen Hooks.

## Musikvideo
Das Musikvideo wurde in Miami gedreht, Direktor war Jessy Terreo. Nach Interpretation der Website promicabana.de werden im Video Männer in etwa so als Objekte dargestellt, wie Frauen in Videos von Rappern als Objekte dargestellt werden.

## Chartplatzierungen
Der Song erreichte Platz 77 der Billboard Hot 100.
| ChartsChartplatzierungen       | Höchstplatzierung | Wochen |
| ------------------------------ | ----------------- | ------ |
| Vereinigte Staaten (Billboard) | 77 (2 Wo.)        | 2      |